# Nino Mick
Nino Mick, född 30 augusti 1990 i Stockholm, är en svensk estradpoet och författare, uppväxt i Tidaholm.
Efter studier vid gymnasiets IT-program läste Mick vid Serieskolan i Malmö och vid Göteborgs universitets psykologprogram. Hen är lokförare till yrket och har tidigare arbetat som tågvärd.
Mick slog igenom som estradpoet med att vinna SM i poetry slam 2013, både individuellt och som medlem i Göteborgslaget. År 2015 tilldelades Nino Mick Svenska kyrkans kulturstipendium om 100 000 kr för poesiprojektet Ninos ark som behandlade genus- och klimatfrågor. Mick debuterade som författare med diktsamlingen Tjugofemtusen kilometer nervtrådar (Norstedts) 2018 som blev nominerad till Borås Tidnings debutantpris 2018. År 2023 romandebuterade hen med Vulcan, en historisk arbetarroman om 1909 års storstrejk.
Nino Mick är ickebinär och har använt sig av sina erfarenheter från transvården i sitt författarskap. Hen har även kommenterat aktuella transfrågor i media.